# Airbus Beluga
Airbus A300-600ST Super Transporter — широкофюзеляжный реактивный грузовой самолёт Airbus для транспортировки крупногабаритных грузов.

## Разработка
В связи с децентрализованным расположением производств консорциуму Airbus потребовался мощный транспортный самолёт, который бы позволил, например, транспортировать части кабины Airbus A310 из Гамбурга в Тулузу. В начале деятельности фирмы было достаточным использование транспортного самолёта Super Guppy, но в связи с тем, что габариты деталей и готовых подсистем становились все больше и больше, был разработан транспортный самолёт на базе Airbus A300 — Airbus A300-600ST, — более известный под именем Beluga. Имя Beluga происходит от формы корпуса самолёта, который напоминает кита белуху (beluga в англ.  и некоторых других языках; не путать с белугой).
Рабочий объём транспортного отсека самолёта — около 1400 м³. Транспортный отсек имеет 37,7 м в длину и 5,43 м в ширину. Диаметр фюзеляжа составляет 7,40 м. С такими размерами Beluga берёт на борт пару крыльев Airbus A330 в сборе или большинство частей корпуса Airbus A319.
При полной загрузке (47 тонн) дальность полёта достигает около 1700 км на скорости до 750 км/ч (M 0,7). При половинной загрузке (26 т) дальность полёта увеличивается до 4600 км.
Всего были введены в эксплуатацию пять экземпляров Airbus A300-600ST, которые работают практически только на саму компанию Airbus. Для специальных транспортных операций возможно напрямую арендовать машину у дочернего предприятия Airbus Transport International, чем уже неоднократно пользовался Бундесвер.
Airbus проводит исследовательские работы по разработке следующей транспортной модели на базе Airbus A340. Так же, как и для Beluga, в круг задач самолёта также входит транспортировка компонентов A380 (хвостовая часть) из Испании. В настоящее время эти части транспортируются с большими трудностями кораблями и тяжёлыми тягачами в Тулузу для окончательного монтажа.

## Аэродинамическая схема
- двухмоторный низкоплан со стреловидным крылом и однокилевым оперением.

## Технические данные
|                           | A300-600ST                                       |
| ------------------------- | ------------------------------------------------ |
| Длина                     | 56,15 м (184 ft. 3 in)                           |
| Размах                    | 44,84 м (147 ft. 2 in)                           |
| Высота                    | 17,24 м (56 ft. 7 in)                            |
| Площадь крыла             | 260,0 м² (2799 ft²)                              |
| Диаметр фюзеляжа          | 3,95 м (13 ft) 7,1 м (23 ft 4 in) грузовой отсек |
| Масса                     | 86 т                                             |
| Наибольшая взлётная масса | 155 т                                            |
| Дальность (груз 40 т)     | 2779 км (1500 nm)                                |
| Дальность (груз 26 т)     | 4632 км (2500 nm)                                |
| Двигатели                 | General Electric CF6-80C2A8                      |
| Масса груза               | 47 т                                             |
| Объём грузового отсека    | 1210 м³                                          |
| Крейсерская скорость      | 750 км/ч                                         |
| Разбег                    | 1950 м                                           |
| Пробег                    | 1180 м                                           |

## Airbus ST XL
С 2016 года разрабатывается новое поколение грузовых самолётов Airbus - Beluga XL (A330-743L), основанное на лайнере A330-200. Выкатка готового самолёта состоялась 29 июня 2018 года, первый испытательный полёт состоялся 19 июля 2018 года.
Beluga XL на семь метров длиннее предшественника, имеет более широкий фюзеляж,  а также увеличенную на 6 тонн грузоподъёмность.

## Галерея

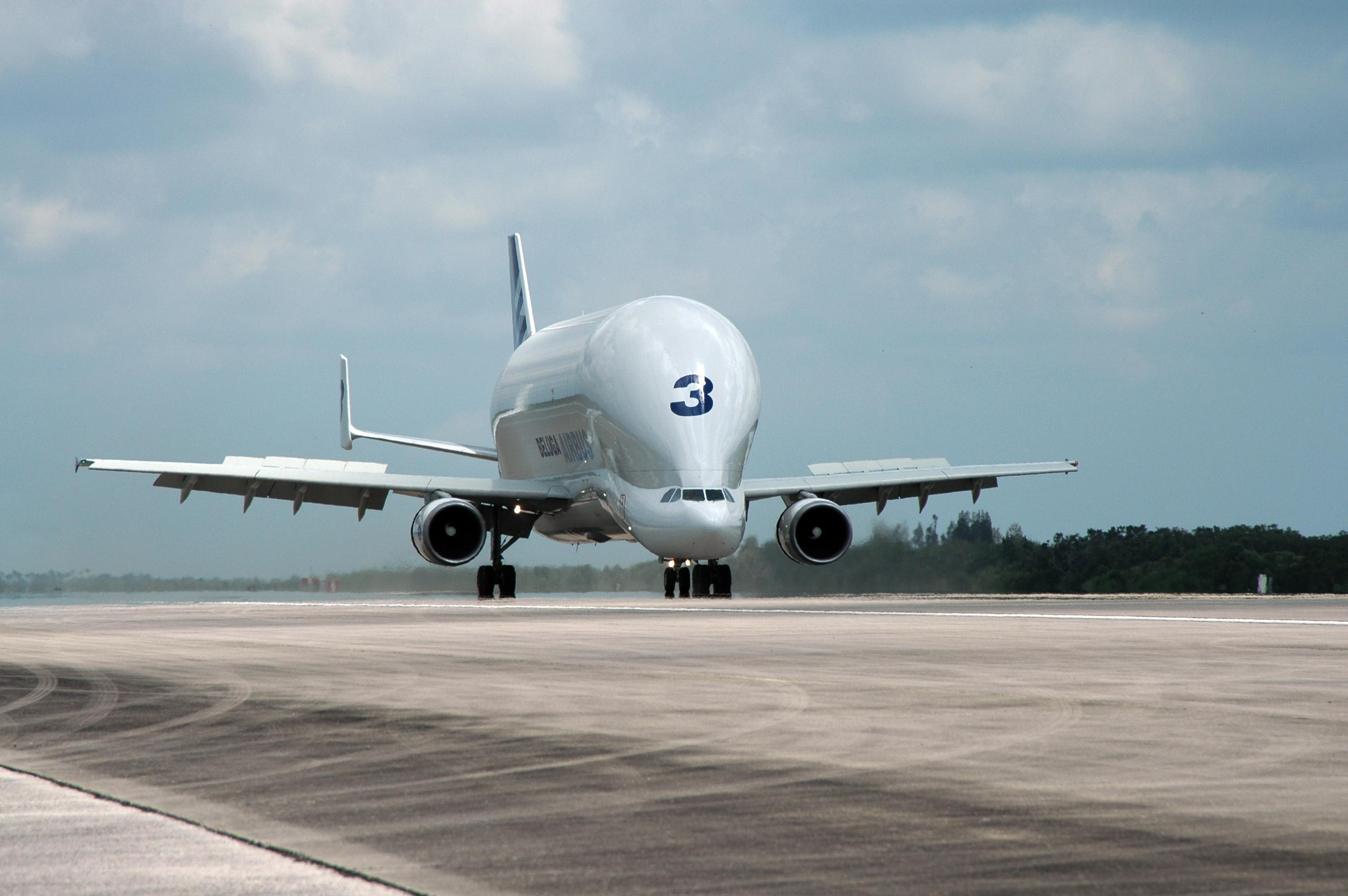
Airbus Beluga на ВПП
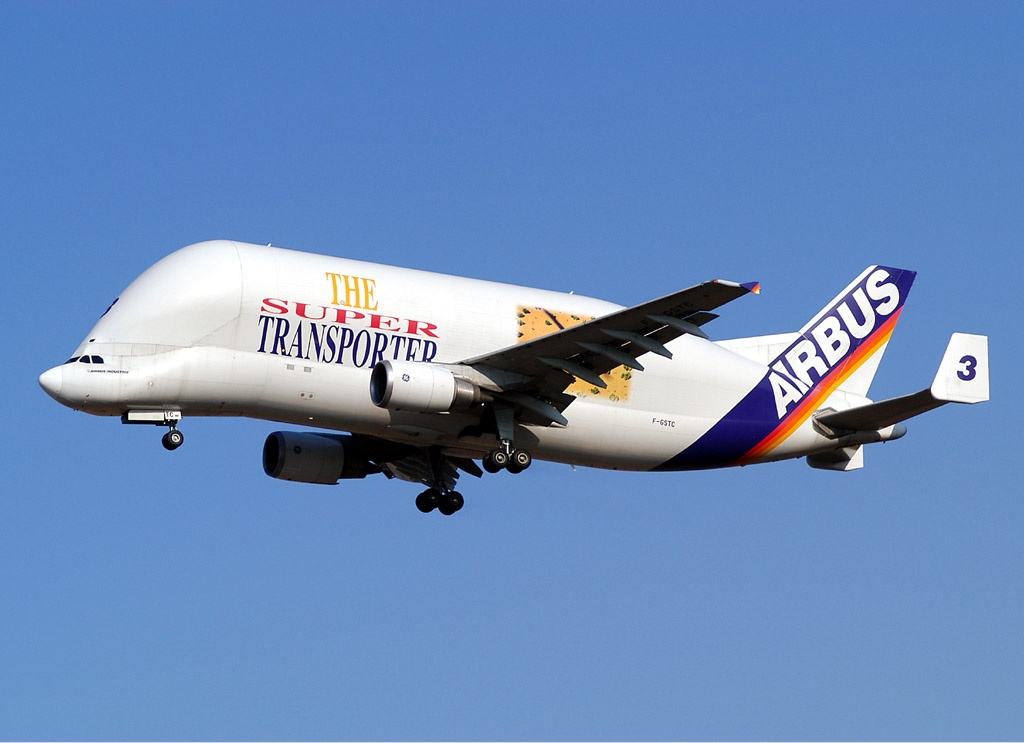
Airbus Beluga (A300-600ST) в полёте
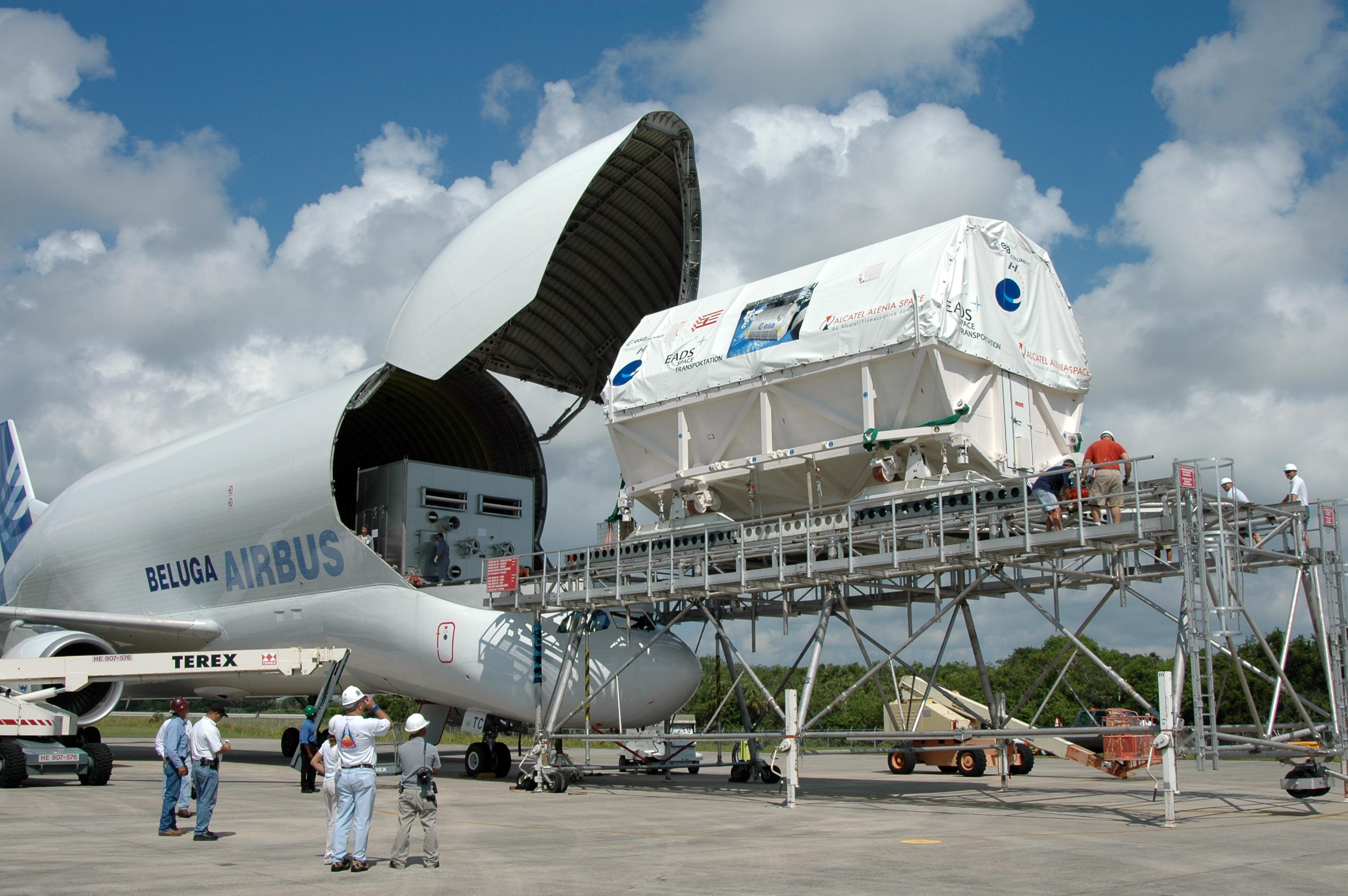
Beluga во время выгрузки в Космическом центре Кеннеди
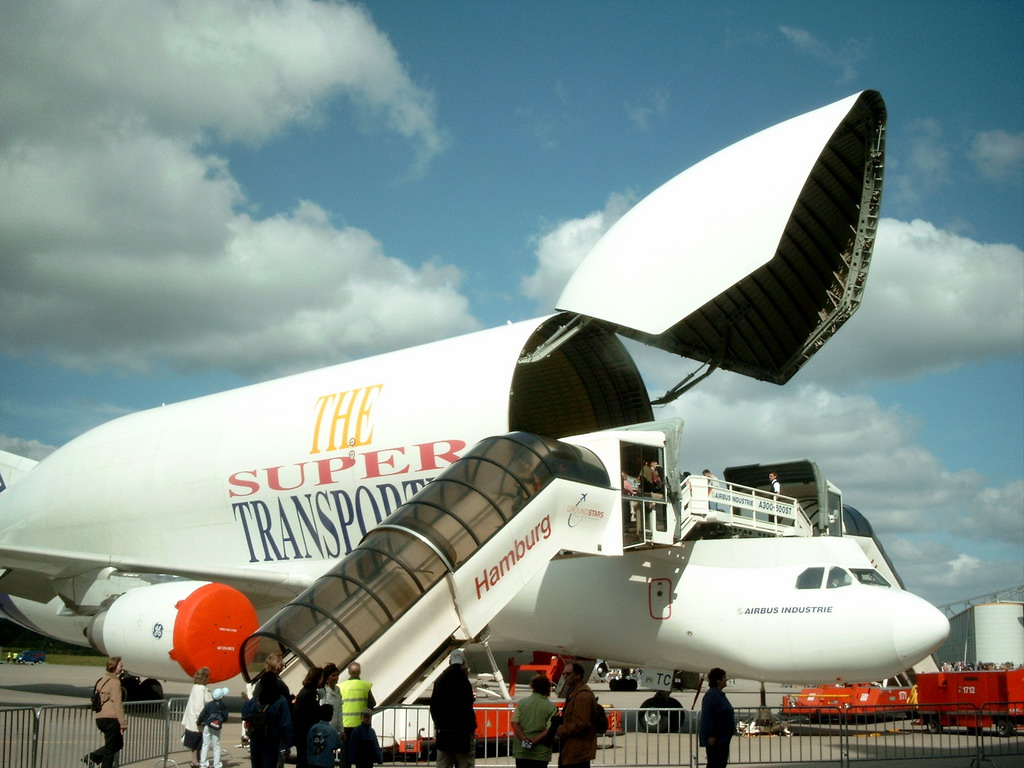
Airbus Beluga на авиашоу в Гамбурге